# Aneflus nivarius
Aneflus nivarius là một loài bọ cánh cứng trong họ Cerambycidae.